# Ecnomina merga
Ecnomina merga är en nattsländeart som beskrevs av Arturs Neboiss 1982. Ecnomina merga ingår i släktet Ecnomina och familjen trattnattsländor. Inga underarter finns listade i Catalogue of Life.